# Komedia grozy

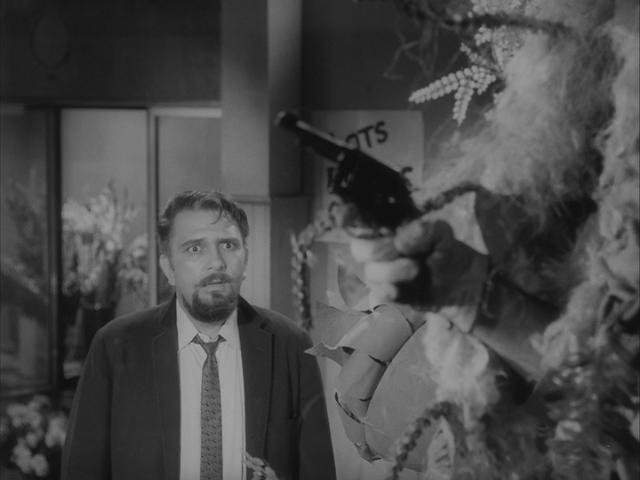
Kadr z filmu Sklepik z horrorami (1960)

Komedia grozy – odmiana filmu komediowego wykorzystująca elementy charakterystyczne dla filmów grozy (np. złowrogie istoty i zjawiska nadprzyrodzone, morderców itp.) dla efektu komicznego. Komedie grozy mogą nawiązywać do konkretnych filmów lub jedynie do samego gatunku horroru. Szczególnie popularne były w latach 80. XX wieku.
Niektóre filmy tego typu to m.in. A Bucket of Blood (Roger Corman, 1959), Sklepik z horrorami (Roger Corman, 1960), Nieustraszeni pogromcy wampirów (Roman Polański, 1976), Młody Frankenstein (Mel Brooks, 1974), Pogromcy duchów (Ivan Reitman, 1984), Powrót żywych trupów (Dan O’Bannon, 1985), Sok z żuka (Tim Burton, 1988), Armia ciemności (Sam Raimi, 1992), Od zmierzchu do świtu (Robert Rodriguez, 1996), Straszny film (Keenen Ivory Wayans, 2000).